# Ķengarags
Ķengarags est un voisinage de la banlieue de Latgale à Riga en Lettonie.

## Géographie
Le quartier de Ķengarags est situé dans la partie sud-est de Riga, 
Ķengarags est situé entre le fleuve Daugava à l'ouest, la ligne ferroviaire Riga-Moscou à l'est, Rumbula au sud et le quartier résidentiel de Krasta au nord.
Ķengaraga borde les quartiers de Maskavas forštate, Šķirotava et Rumbula, mais aussi le quartier de Katlakalns par le long du pont du Sud. 
En face de la partie centrale et sud-ouest du quartier de Ķengarags, de l'autre côté du Daugava, se trouve  le Novads de Ķekava.
Les limites du quartier de Ķengarags sont le Daugava et les rues Kvadrāta iela, Maskavas iela, Višķu iela, Slāvu iela, Lokomotīves iela et Salaspils iela ainsi que le pont du Sud. 
La superficie totale de Ķengarags est de 5,190 km2, ce qui correspond à peu près à la superficie moyenne des quartiers de Riga. 
La longueur du périmètre du quartier est de 10 722 mètres.

## Transports
- Bus: 	 15, 18, 31, 49, 60
- Trolleybus:  15
- Tramway: 7